# Baima
Baima, ook wel Baima-Tibetanen is een volk in Tibet en een subgroep van de Tibetanen. De Baima wonen in het zuidoosten van de provincie Gansu en het noordwesten van de provincie Sichuan. De Baima noemen zichzelf Bai.
De taal van de Baima is vergelijkbaar met de talen uit Kham en Qiang. Het Tibetaans heeft een eigen schrift, wat niet het geval is bij de Baima, die een soort hiërogliefsysteem gebruiken in de religieuze praktijk.
In de religie wordt nog steeds vastgehouden aan de verering van de natuur. Deze oude praktijken hebben het Tibetaanse geloof bön beïnvloed. Voor veel Baima is de berggod de hoogste god. De belangrijkste religieuze gebeurtenis is voor hen de dans Caogai (dat domino betekent). 
De Baima zouden afstammen van de Baima Di en nadat de koning van Tibet Songtsen Gampo het Koninkrijk Tubo stichtte, maakten ze geleidelijk aan meer deel uit van de Tibetanen.